# Bad Neuenahr-Ahrweiler
Pour les articles homonymes, voir Neuenahr et Ahrweiler.

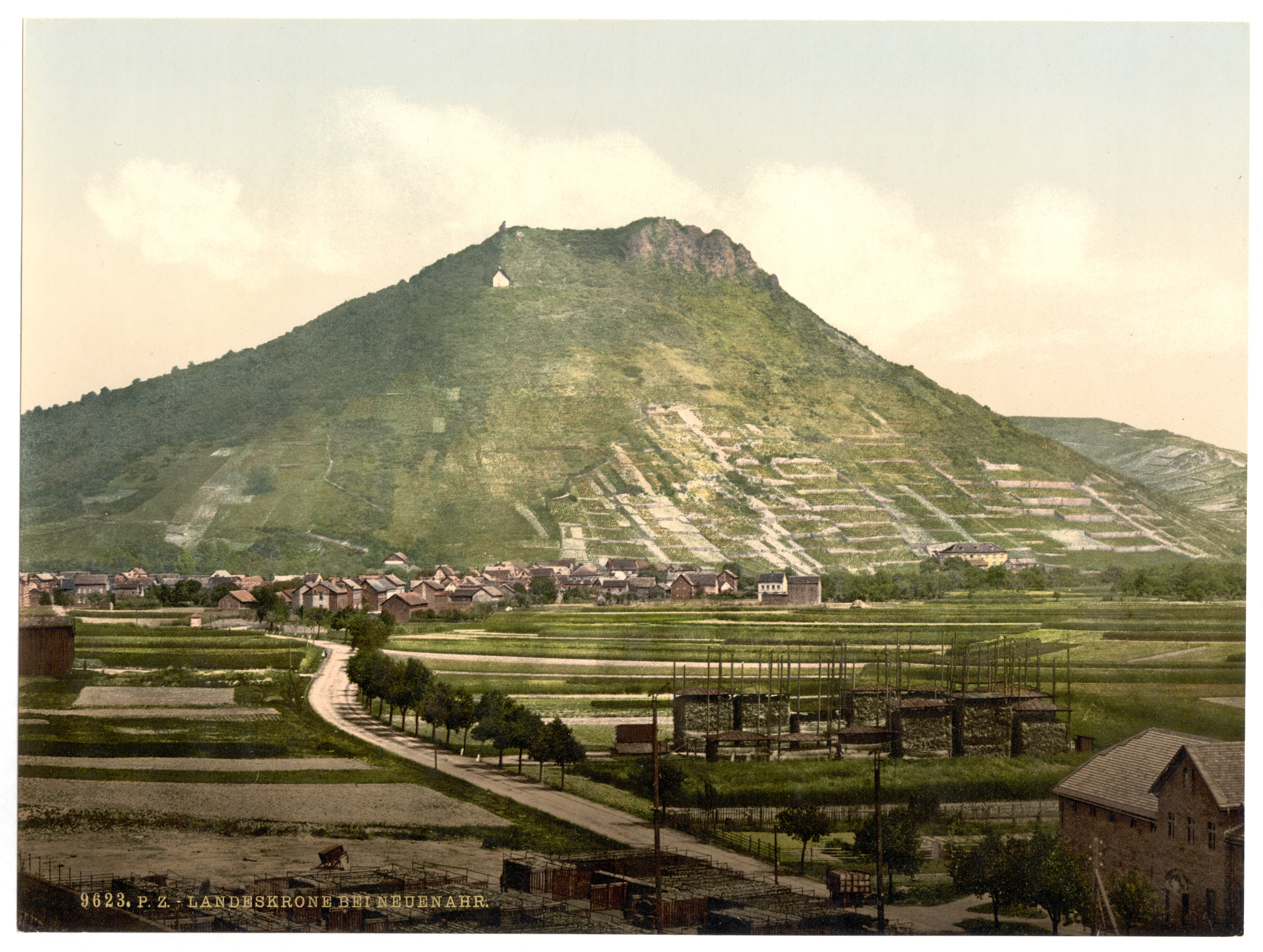
Bad Neuenahr - Colline Landskrone vers 1900.

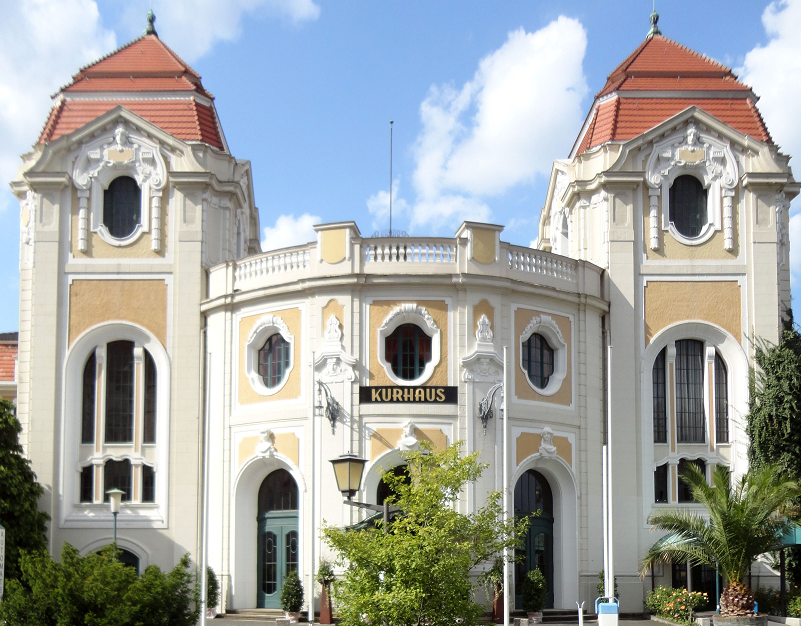
Bad Neuenahr - Maison des cures thermales.

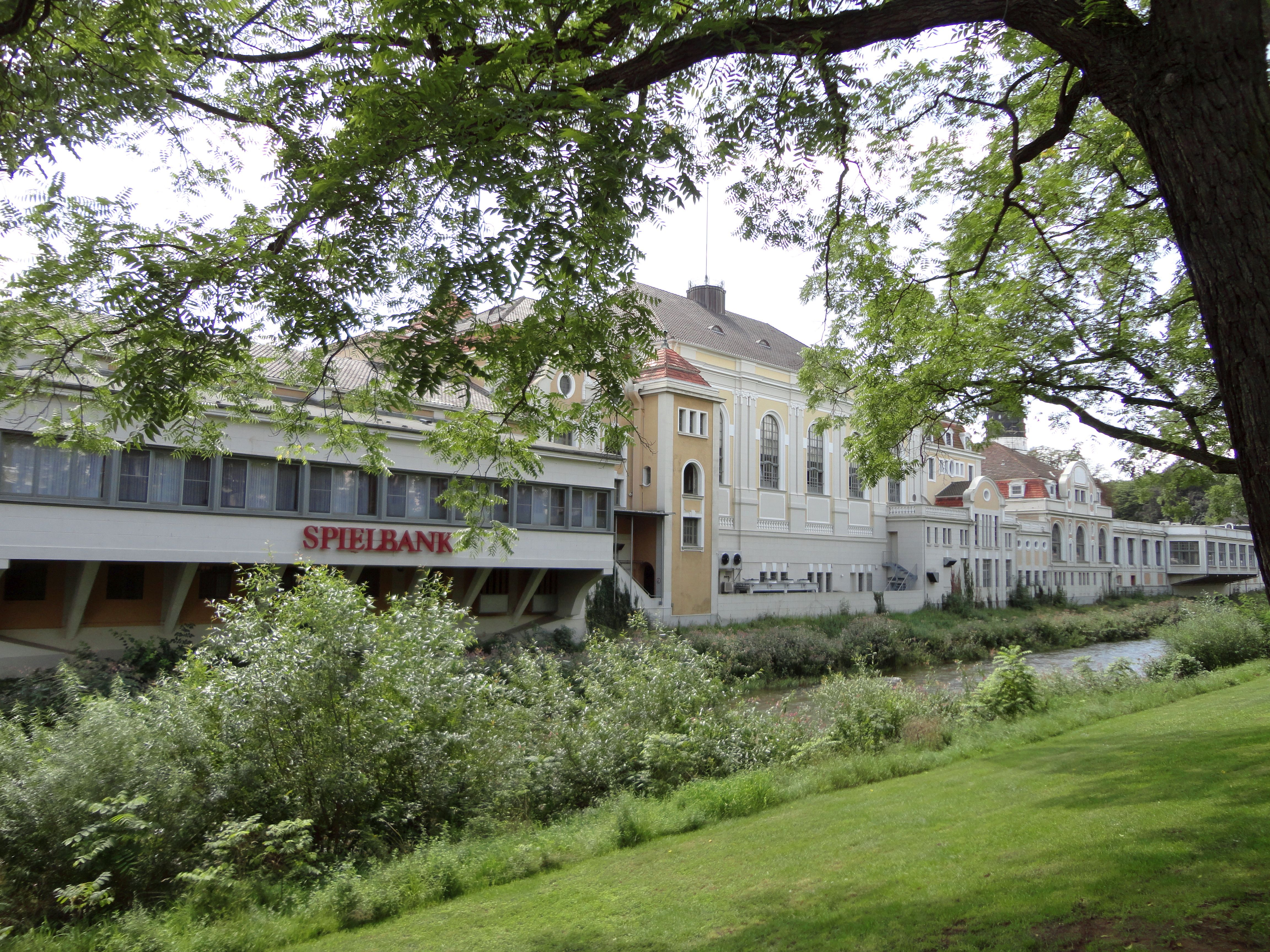
Casino de Bad Neuenahr.

Bad Neuenahr-Ahrweiler (en français : Neuenahr-Ahrweiler-les-Bains) est une ville de cure thermale dans le nord du land de Rhénanie-Palatinat, en Allemagne. C’est aussi le chef-lieu de l'arrondissement d'Ahrweiler. La ville fut créée en 1969 par la fusion des localités de Ahrweiler et de Bad Neuenahr, ainsi que des quatre villages de Gimmigen, Heimersheim, Kirchdaun et Lohrsdorf. Un cinquième village, celui de Ramersdorf, fut ajouté au sud, en 1974.
La grande exposition des jardins du land de Rhénanie-Palatinat Landesgartenschau initialement prévu à Bad Neuenahr-Ahrweiler pour 2022, fut annulé à cause de l'innondation catastrophique subi dans la vallée de l'Ahr en 2021.

## Géographie
Bad Neuenahr-Ahrweiler est situé dans la vallée de l’Ahr qui est un affluent ouest du Rhin, au nord du land de Rhénanie-Palatinat, à environ dix kilomètres de la frontière avec le land voisin de Rhénanie-du-Nord-Westphalie, en Allemagne.
La ville est entourée des montagnes de l’Ahr, dont les versants sud sont consacrés à la viticulture.
Le point culminant sur le territoire de la ville est constitué par la colline Häuschen à 506 mètres d’altitude, suivi au sud par le Streckenberg (371 m), le Neuenahrer Berg (339 m), ainsi qu’à l’est le Landskrone (272 m). Les deux dernières collines furent jadis coiffées par des châteaux forts.
Les grandes villes les plus proches sont Bonn (vol d’oiseau 21 km) et Coblence (vol d’oiseau 40 km).

## Histoire

### Antiquité
Les découvertes archéologiques de la culture de Hallstatt (1000 à 500 ans avant notre ère) témoignent de la présence et des activités des celtes dans la région, qui vécurent de l’agriculture et de l’élevage. À la suite de la guerre des Gaules, durant les années 58 à 50 avant notre ère, la population autochtone celte, qui appartint au peuple des Éburons, fut largement anéanti. Des sociétés tribales germaniques avancèrent alors sur les terres à gauche du Rhin moyen. Par la suite la région fut part de l’empire romain, dont existent encore de nombreux vestiges, dont la Villa Rustica au Silberberg.

### Moyen Âge
La localité de Ahrweiler fut mentionnée pour la première fois en l'an 893 dans le livre terrier de l’abbaye bénédictine de Prüm, en tant que Arwilre, puis Arewilre ou Arewilere et plus tard : Arweiller. Il y est précisé que l’abbaye posséda à Ahrweiler, un domaine seigneurial avec vingt-quatre fermes, cinquante morgen (un morgen = env. un demi hectare) de champs d’agriculture et 76 morgen de vignes.
En 1246, Ahrweiler alla à l’électorat de Cologne, puis obtint son statut de ville le 2 août 1248 par l’archevêque Konrad 1er d’Are-Hochstaden. La construction du mur d’enceinte débuta en 1250 et dura dix ans. Ce mur médiéval existe encore aujourd’hui.
En 1343, les ducs de Juliers obtinrent le comté d'Ahrweiler en tant que fief.
Au XIIIe siècle au plus tard, il exista une population juive à Ahrweiler, qui fut sous la protection de l’archevêque prince de Cologne. La communauté fut anéantie pendant le pogrom de la peste en 1348/49. L’existence d’une nouvelle population juive dans la ville a pu être démontré dès 1367/70 ainsi que la présence d’un Mikvé et l’activité de scribes parmi les habitants juifs de la ville.
En avril et mai 1474, durant le conflit ecclésiastique de Cologne (1473–1480), la ville de Ahrweiler fut assiégée par les troupes de Robert du Palatinat, prince électeur de Cologne. Les attaques furent infructueuses.

### Temps modernes
Le plus ancien règlement de la ville de Ahrweiler date de 1510.
Une chasse aux sorcières exista à Ahrweiler, comme dans d’autres localités. Une facture globale détaillée pour les années 1628/29 indique les frais occasionnés par la sorcellerie, mentionnant vingt-six personnes qui firent brulées, dont la femme du maire Stapelberg en 1629.
Au XVIIe siècle, plusieurs conflits causèrent des pillages, des incendies ainsi que des vols et viols à Ahrweiler, dont la conquête du lieu en 1646 par les troupes du général français Vicomte de Turenne. Deux ans après c’est la peste qui demanda plus de vies humaines que la guerre de Trente Ans auparavant.
Plus tard, en 1685, la mairie de Neuenahr fut attribuée au palatinat du Rhin, puis suivra la guerre de la ligue d'Augsbourg durant laquelle des troupes françaises occupèrent Ahrweiler le 7 septembre 1688. Lors de la retraite de ces dernières sous le général Henri d’Escoubleau, comte de Montluc, Ahrweiler fut incendié le 1er mai 1689. Ils en restaient alors que dix maisons debout.

### XIXesiècle
Un siècle plus tard, en 1794, à la suite des guerres de la Révolution française, l’ensemble des territoires à l’ouest du Rhin furent mis sous administration française dans le département d’alors de Rhin-et-Moselle, dont la ville d'Ahrweiler qui fut le chef-lieu du canton du même nom. Les autres parties de la ville d’aujourd’hui de Bad Neuenahr-Ahrweiler appartinrent alors au canton de Remagen.
Après le congrès de Vienne, la région alla au royaume de Prusse dès 1816. Après la construction du tunnel routier d'Altenahr en 1834, la vallée de l’Ahr commença à devenir une destination touristique. Environ vingt ans plus tard, la fameuse source Appolinaris fut amorcée, puis d’autres sources thermales de cure en 1856.
Les villages de Wadenheim, Hemmessen et Beul fusionnèrent en 1875 pour former la localité de Neuenahr, reprenant le nom de l’ancien château fort et de l’ancien comté.
La ligne de chemin de fer de la vallée de l’Ahr (Ahrtalbahn) fut inaugurée en 1880. Son terminus fut Altenahr en 1886, puis Adenau en 1888. Son extension à deux voies débuta dès 1910.

### Première moitié duXXesiècle
La maison thermale des bains ainsi que l’hôtel et la maison des cures furent construits entre 1899 et 1901, le musée Ahrgau-Museum fondé par Peter Joerres en 1908. Les fortes crues de l’Ahr causèrent la mort de plusieurs personnes en 1910. Le 5 juillet 1927 la ville obtint officiellement le statut de lieu de cure thermale. Neuenahr devint alors Bad Neuenahr (Neuenahr les Bains).
En 1933, trente et un habitants de confession juive (dix familles) vécurent à Ahrweiler. Ils furent 96 habitants à Bad Neuenahr.
La période de la Seconde Guerre mondiale fut dévastatrice également à cet endroit. Durant les atrocités du pogrom de novembre 1938, la synagogue de Bad Neuenahr ainsi que les quelques magasins juifs de la ville furent ravagés et brulés. La synagogue se situa dans la rue Tempelstrasse dont le nom changea en Wadenheimer Strasse. En 1942, les derniers habitants juifs furent déportés vers des camps d’extermination. Durant les années 2012 à 2015, 72 Stolpersteine (des pavés de mémoire sur lesquels on trébuche) ont été posés au sol dans trois quartiers de la ville.
Durant les deux dernières années de la seconde guerre mondiale, la ville de Ahrweiler fut la cible d’importants bombardements alliés. Cent-vingt-six maisons furent détruites, notamment en bas de la rue Ahrhutstrasse ainsi que dans la rue Schützbahn et au lieu-dit Bankenheimer Hof.
Les habitants ont cherché à s’abriter des attaques aériennes dans le proche tunnel du Silberberg.
- Histoire de la communauté juive de Bad Neuenahr et de sa synagogue

### Deuxième moitié duXXesiècle
Après la guerre, la ville fut d’abord en zone d'occupation française, puis intégrée dans le nouveau land de Rhénanie-Palatinat au sein de la république fédérale d’Allemagne.
Le premier casino d’après-guerre à concession étatique d’Allemagne fut ouvert à Bad Neuenahr/Ahrweiler le 15 décembre 1948. Il est encore ouvert aujourd’hui et un lieu d’attraction près du parc thermal.
En 1953, fut aménagé dans le quartier de Marienthal l’école fédérale du Technisches Hilfswerk qui est un organisme pour la protection civile, fournissant du secours en cas de désastre dans le monde entier. Cette école fut rebaptisée « Katastrophenschutzschule » (école pour la protection en cas de catastrophe) en 1971.
Lors de travaux sur la route fédérale 267 une importante villa romaine fut découverte en 1980. L’endroit est aujourd’hui aménagé en musée. Les thermes de l’Ahr (Ahrthermen) pour le bain et le bienêtre thermale, furent construites entre 1991 et 1993.
En 1996, fut créé à Bad Neuenahr l’académie européenne de technologie et de l’évaluation de l’innovation « European Academy of Technology and Innovation Assessment (de) », puis dans la même année l’actuelle académie pour le management de crises, la planification des urgences et la protection civile « Akademie für Krisenmanagement, Notfallplanung und Zivilschutz (de) ».

### XXIesiècle
Au 18 juillet 2021, un des jours qui suivent de catastrophiques inondations dans plusieurs pays d'Europe du Nord-Ouest, sont décomptés 110 morts à Bad Neuenahr-Ahrweiler, sur les 155 recensés en Allemagne. L’énorme crue rapide de l’Ahr (qui est normalement une petite rivière très paisible) a aussi causé des dommages importants aux infrastructures et aux bâtiments de la ville. La totalité des ponts reliant les deux rives de l’Ahr, furent détruits, dont le pont du Casino (Casinobrücke) et le pont des Jardins des cures (Kurgartenbrücke). Cette inondation entraîna également d´importants dommages aux bâtiments du casino, à la maison des cures thermales, au jardin des saunas, au jardin des cures, au jardin des dahlias, ainsi qu’à plusieurs hôtels. Le cimetière de la porte de l’Ahr (Ahrtor) fut détruit partiellement.

## Infrastructure de transport

### Transports en commun
Bad Neuenahr-Ahrweiler est facilement accessible en train, par deux gares, une à Bad Neuenahr et une à Ahrweiler, ainsi que par 3 points d‘arrêt, ceux de Heimersheim, de Ahrweiler Markt (près du centre-ville de Ahrweiler) et de Walporzheim, le tout relié à la ligne de chemin de fer de la basse vallée de l’Ahr KBS 477 de Remagen à Ahrbrück. Un autre point d’arrêt est planifié pour le centre de Bad Neuenahr.
Y circulent les trains régionaux Rhein-Ahr-Bahn RB30 dans un rythme d’un train par heure entre Ahrbrück et la gare centrale de Bonn. Puis ceux de Ahrtalbahn RB39 relient Remagen avec Dernau, également à un train par heure.
Il y a également différentes lignes de bus reliant Bad Neuenahr-Ahrweiler aux autres localités de la région.
Le petit train touristique de Ahrtal Express offre une possibilité agréable d’aller du quartier de Bad-Neuenahr à celui de Ahrweiler, tout en visitant la vallée et les vignes.

### Vélo
Les quartiers de Bad Neuenahr-Ahrweiler sont reliés à la piste cyclable « Ahr-Radweg », qui est balisée et largement asphalté tout le long de la rivière Ahr, depuis sa source jusqu’à son embouchure dans le Rhin ou il y a une connexion directe avec l’EuroVeloroute Rhin EV15.

### Randonnée
De nombreuses sentiers balisés de cure et de randonnée sont proposés à différents degrés de difficulté. Le territoire de la commune est traversé par le sentier des vins rouges de la vallée de l’Ahr (Rotweinwanderweg) ainsi que par le AhrSteig qui passe par le haut des collines avec les meilleures vues sur la vallée. Divers parcours circulaires sont également possibles avec Bad Neuenahr-Ahrweiler comme lieu de départ et d’arrivée.

### Route
La ville est reliée à l’autoroute A 61 par les échangeurs 571 et 573.

### Air
Le terrain d’aviation Bad Neuenahr-Ahrweiler se situant au nord de la ville, avec une piste de cinq cents mètres, est homologué pour les avions jusqu’à deux tonnes. Il est généralement utilisé par des motoplaneurs, des hélicoptères, des ULM, des appareils de sport aérien, ainsi que par des montgolfières.
Le terrain est soumis au règlement PPR (prior permission required) et peut être approché, si la météo est favorable au vol à vue.

## Personnalités
- Peter Friedhofen (1819–1860), religieux catholique, débuta à Bad Neuenahr-Ahrweiler.
- Blandine Merten (Sœur Blandine) (1883–1918), beatifiée, sœur ursuline de Calvarienberg (entra en 1908 dans la congrégation religieuse ursulines de Calvarienberg, à Ahrweiler, ou se trouve aujourd'hui une « archive Blandine » ainsi qu'un musée Blandine).
- Cyrillus Jarre (1878-1952), archevêque en Chine, né à Bad Neuenahr-Ahrweiler.
- Björn Glasner (1973-), coureur cycliste, né à Bad Neuenahr-Ahrweiler.
- Jan van Eijden (1976-), cycliste, né à Bad Neuenahr-Ahrweiler.
- Pierre Kaffer (1976-), pilote automobile, né à Bad Neuenahr-Ahrweiler.